# Заразно зло: Дегенерация
Заразно зло: Дегенерация (на английски: Resident Evil: Degeneration, в Япония известен и като Biohazard: Degeneration) е първият пълнометражен компютърно генериран анимиран филм базиран по поредицата на компания Capcom - Заразно зло (Resident Evil). Филмът е обявен от Capcom и Sony Pictures Entertainment на 29 октомври 2007 г.
За разлика от трилогията игрални филми Заразно зло, действието в Заразно зло: Дегенерация се развива в същата вселена както тази в игрите.
Главни персонажи са Леон Кенеди и Клер Редфийлд.

## Сюжет
Седем години след инцидента в Ракуун сити, клер Редфийлд е станала член на Терасейф, организация, която се опитва да предотврати химични и биологични атаки. Клер пристига на летище Харвардвил за да посрещне приятел.
Пасажерски самолет се приготвя за кацане на същото летище. Докато една от стюардесите проверява пътниците, вижда че на един пътник му е призляло. Човекът е заразен с Т-вирус и малко по-късно той се превръща в зомби.
По същото време на летището Клер наглежда племенницата си Рани Чала, когато забелязват сенатор Рон Дейвис да минава покрай тях. Протестиращ против биологичните оръжия с маска на зомби се опитва да уплаши сенатора и е арестуван от полицейския офицер, докато друго истинско зомби приближава. Полицаят се опитва да му махне маската, но се оказва че то няма такава. Зомбито захапва офицера и един от телохранителите на сенатора стреля по зомбито. Въпреки изстрелите то се изправя и отвлича вниманието на телохранителят, който не забелязва метаморфозата на полицаят в зомби и той го атакува внезапно.